# Nikola Eklemović
Nikola Eklemović (ur. 8 lutego 1978 w Belgradzie) – serbsko-węgierski piłkarz ręczny grający na pozycji rozgrywającego, od 2008 roku reprezentant Węgier. Wcześniej rozegrał 14 spotkań dla reprezentacji Serbii, strzelając 35 bramek.
12 stycznia 2011 podpisał trzyletni kontrakt z Orlen Wisłą Płock. Zawodnik reprezentował barwy płockiego klubu do końca sezonu 2013/2014. Uczestnik Super Globe 2011 w barwach Al-Sadd.

## Sukcesy
- 1997, 1998, 1999: mistrzostwo Jugosławii
- 2005, 2006, 2008, 2009, 2010: mistrzostwo Węgier
- 2002, 2003, 2004: wicemistrzostwo Węgier
- 1999, 2000, 2001: brązowy medal mistrzostw Węgier
- 2005, 2007, 2009, 2010: puchar Węgier
- 2008: Puchar Zdobywców Pucharów
- 2012, 2013, 2014: wicemistrzostwo Polski